# Ulundi Local Municipality
Ulundi (englisch Ulundi Local Municipality) ist eine Lokalgemeinde im Distrikt Zululand der südafrikanischen Provinz KwaZulu-Natal. Der Verwaltungssitz der Gemeinde befindet sich in Ulundi. Bürgermeister ist W. M. Ntshangase.
Ulundi ist isiZulu und steht für „ein hoher Platz“. Der Name kommt von dem Kraal, den König Cetshwayo 1873 baute.

## Geografie
Ulundi liegt im Nordosten von KwaZulu-Natal und im Süden des Distrikts Zululand.

## Städte und Orte
| - Cinseni - Dindi - Ezidwadweni - Ezihlabeni - Gazini - Jikaza - Makhosini - Mkhazane | - Mpungose - Mthonjeni - Ncemaneni - Nsukaze - Ntontiyane - Sibomvu - Sishili - Thokoza | - Ulundi |

## Bevölkerung
Im Jahr 2011 hatte die Gemeinde 188.317 Einwohner auf einer Fläche von 3250 Quadratkilometern. Davon waren 99,5 % schwarz. Erstsprache war zu 94,8 % isiZulu, zu 1,3 % Englisch und zu 1,1 % isiNdebele.

## Wirtschaft
Das wirtschaftliche Zentrum der Gemeinde ist die Stadt Ulundi. Von hier aus wird auch die gesamte Gemeinde mit den notwendigen Gütern versorgt.
Die Wirtschaft Ulundis basiert auf der Landwirtschaft. Ungefähr die Hälfte der Fläche in Ulundi wird für die kommerzielle Land- und Forstwirtschaft genutzt. Dabei sind die wichtigsten Standbeine die Holzwirtschaft, der Anbau von Zuckerrohr und tropischen Früchten, die Viehwirtschaft und der Ackerbau. Der Großteil des kommerziellen Ackerbaus findet im Babanango-Tal, westlich von Babanango, statt, da der Boden hervorragende Voraussetzungen für diesen Zweck besitzt. Durch die Förderung der Landwirtschaft entsteht zurzeit auch ein verarbeitender Industriezweig.
Der Tourismus ist ein weiterer wichtiger Einkommensfaktor für die Bevölkerung von Ulundi. Es gibt sehr viel Potenzial für den Ausbau dieser Branche, da Ulundi im Zentrum des Zululands mit Naturparks und kulturellen und historischen Stätten liegt.
Durch die Verlegung des Verwaltungssitzes der Provinz KwaZulu-Natal nach Pietermaritzburg gingen viele Arbeitsplätze im öffentlichen Sektor verloren. Zuvor hatten sich die Stadt Ulundi und Pietermaritzburg den Verwaltungssitz geteilt.

## Sehenswürdigkeiten
- KwaZulu Cultural Museum: ein Museum, in dem Ausstellungsstücke rund um die Zulukultur und -geschichte sowie archäologische Funde gezeigt werden. Außerdem gibt es ein wiederaufgebautes Zuludorf zu besichtigen.
- Hluhluwe-Umfolozi-Park: der älteste Nationalpark Afrikas
- Ophathe-Wildpark
- ThakaZulu-Wildpark
- Nodwengu: Wohnort und Grab von König Mpande
- Schlachtfeld von Ulundi
- Grab von Piet Retief